# Gaslighting
Gaslighting [vysl. gas-lajtink] je forma psychické manipulace a citového zneužívání, ve které se pachatel snaží zasít pochybnosti v cílovém jednotlivci nebo v členech cílové skupiny, čímž pak manipulované osoby zpochybňují vlastní paměť, vnímání reality a svůj zdravý rozum. Skrze využití metod jako opakované popírání, zmatení, protiřečení, lhaní, znehodnocení a snižování oběti – gaslighting zahrnuje pokusy o destabilizaci oběti a delegitimizaci víry, názoru a postoje oběti. Cílem gaslighterů je dosáhnout toho, aby oběť byla na nich závislá a tím pádem využitelná k dosažení osobních potřeb či cílů pachatele. Gaslighting je často zažíván v partnerských vztazích, rodině, ale i na pracovišti a v jiných mezilidských či společenských situacích.
Gaslighting vede u manipulované osoby k újmě na duševním zdraví, k psychickým traumatům, depresi, snížení sebevědomí a sebedůvěry a je tím pádem formou citového týrání, čímž se řadí (pokud je gaslighting manipulátorem aplikován na osobu blízkou) pod psychické domácí násilí.

## Původ slova

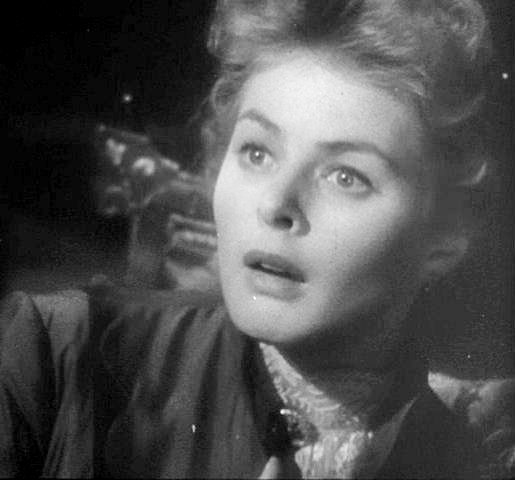
Ingrid Bergmanová ve filmu Gaslight (1944)

Původ anglického termínu „gaslighting“ je motiv převzatý z divadelní hry britského scenáristy Patricka Hamiltona z roku 1938 zvané Gaslight a následné filmové adaptace z roku 1944 s Ingrid Bergmanovou a Charlesem Boyerem. Bergmanová v něm hraje Paulu, citlivou a důvěřivou ženu, kterou se její manžel (Boyer) snaží přesvědčit, že je psychicky nemocná. Boyer mění intenzitu plynových světel (anglicky gas light) v domě a přesvědčí svoji ženu, že si tyto změny ona pouze představuje – přesvědčí ji manipulací o tom, že její zdravý rozum a pravdivé vnímání jsou nesprávné a že jeho lži jsou pravdivé – osoba s empatií nečeká, že jí osoba blízká vůči ní bude mít sobecké úmysly. Na konci filmu však Bergmanová uvěří vlastnímu rozumu, prokoukne Boyerovy manipulační triky a zabrání jeho plánu nechat ji zavřít do blázince.
Osoba manipulující skrze gaslighting se nazývá „gaslighter“ a jako sloveso lze využít „gaslightovat“.
Termín se začal používat ve 21. století.

## Psychologie termínu

### Charakteristiky
Konečným cílem psychického násilníka či manipulátora je způsobit, aby si jejich oběť nebyla jistá svými vlastními rozhodnutími; a dále zpochybnit jejich zdravý rozum, což je ve výsledku činí více závislými na zneuživateli. Taktika, která dále degraduje sebeúctu cíle, je pro zneuživatele prvně ignorovat oběť, pak se o ni postarat, pak oběť znovu ignorovat, aby oběť snížila svoji osobní příčku toho, co považuje za náklonnost a vnímala se jako méně hodná náklonnosti a méněcenná oproti manipulátorovi.
Existují dvě charakteristiky gaslightingu: pachatel chce plnou kontrolu nad pocity, myšlenkami nebo činy oběti; a pachatel diskrétně zneužívá oběť nepřátelskými, urážlivými nebo donucovacími způsoby. Dále gaslighter typicky úmyslně vytváří vztahy, ve kterých jsou jeho oběti na něm závislé (finančně, společensky, citově apod.), typicky svou oběť obviňuje za svoje manipulativní chování a typicky vytváří ve své oběti falešnou naději oscilováním mezi laskavostí a zneužíváním.
Podle psycholožky Kate Abramsonové gaslightování není specificky spojené se sexismem, ačkoli ženy inklinují být častější cíle gaslightingu ve srovnání s muži, kteří více často někoho gaslightují než ženy. Abramsonová to vysvětluje jako výsledek společenských podmínek a říká, že je to součást struktury sexismu, ve které ženy mají být méně sebevědomé, pochybovat o svých názorech, přesvědčeních, reakcích a vnímáních, více než muži. A gaslighting je zaměřen na podrývání názorů, přesvědčení, reakcí a vnímání člověka. Sexistická norma sebepochybování ve všech jejích formách připravuje ženy na to, aby byly někým gaslightovány. Abramsonová říká, že poslední stadium gaslightingu je závažná klinická deprese cílené osoby.

### Vzorce chování
Mezi varovné signály gaslightingu patří:
- Zadržování informací před obětí;[9]
- „Překrucování“ informací tak, aby vyhovovaly pohledu pachatele;[9]
- Výroky jež znevažují, znehodnocují a snižují oběť a její potřeby, myšlenky, city a názory;[9]
- Slovní zneužívání, obvykle ve formě vtipů, zesměšňování;[9]
- Blokování a odklonění pozornosti oběti od vnějších zdrojů;[9]
- Trivializovat hodnotu, zásluhy, schopnosti či talenty a důstojnost oběti; [9]
- Podrývat oběť postupným oslabováním jejich myšlenkového procesu.[9]
- Sugerování oběti, že trpí psychologickým či psychiatrickým problémem.

U gaslightingu a narcismu existují společné vzorce chování (ne každý gaslighter a narcis má všechny tyto charakteristiky, ale alespoň několik z nich):
- Časté přehánění a lhaní o sobě i o druhých. Povyšování se zveličováním svých úspěchů a nebo snižování druhých, připisování si úspěchu druhých (např. skrze přehánění svého podílu na úspěchu skupiny). Způsobení pocitu méněcennosti v druhých skrze falešná obvinění, kritiku a psychické zastrašování. Tendence zkreslovat skutečnost; donucovací metody skrze negativistické postoje.[10]
- Zřídka přiznají své nedostatky a reagují na kritiku agresivně. Mají „tenkou kůži“ a nezvládají, když mají vzít odpovědnost za následky svých činů: reagují buď protiútokem (vztek, popírání, vymlouvání se („To jinak nešlo.“), obviňování druhých a okolností („Co jsem asi měl dělat, ty chytráku?“)) nebo útěkem (mrzutost, uraženost, další pasivně agresivní chování). V konfliktu neustupují a eskalují falešná obvinění, nebo se naopak postaví do pozice oběti útoku („Podle tebe vše, co dělám, je špatně“) – neexistuje u nich kompromis nebo středová pozice. Vztahy vidí inherentně konkurenční spíše než kolaborativní a jako hru s nulovým součtem, kde jeden prohraje a druhý vyhraje (viz narcismus: transakční analýza). Útok vidí jako nejlepší obranu. Za spoluprací vidí vlastní, ne vzájemný prospěch – tuhle skutečnost však skrývají.[10]
- Falešné představy a projekce. Chtějí zapůsobit na druhé a tak prezentují světu falešné a idealizované obrazy sebe, aby schovali své vnitřní nejistoty. Snaží se vytvořit idealizovaný sebeobraz dominantního muže či ženy v osobních vztazích, rodině a na pracovišti. Mají falešnou představu o tom, že jsou všemocní a že mohou svévolně odsuzovat ostatní a rozdávat posudky a tresty dle libosti. Osoby, které s nimi souhlasí, nebo své idoly a vzory naopak přehnaně uctívají.[10]
- Porušování společenských pravidel a překračování osobních hranic.  Porušování slibů, nedodržování domluvených věcí (schůzka, dohoda apod.), nechání druhé čekat, nepřímé či dvojsmyslné urážky (schované v lichotce, vtipu atd.), přímé nebo subtilní marginalizující poznámky, sarkastické komentáře (např. pomluví, urazí nebo znehodnotí někoho či něco, k čemu má oběť náklonnost, nebo něco, na čem oběti záleží), veřejné či soukromé zahanbování a zesměšňování, sardonický humor, rozzlobený a nenávistný projev (když někdo nevyhoví nebo nedá přednost apod.), nadávky.[10]
- Citové znehodnocování a nátlak. Způsobují oběti škody a újmu především v oblasti psychického a citového utrpení. Obvykle znevažují myšlenky, pocity a priority ostatních a projevují minimální lítost pro bolest způsobenou lidem v jejich životě, za kterou typicky obviní svou oběť („Nikdo by na tebe nekřičel, kdyby jsi nebyla/nebyl tak blbá/blbý!“; „Kdybys to nepokazil/nepokazila, tak se to nikdy nestane!“). Naštvou se při jakékoli známce nezávislosti a sebeurčení oběti („Kdo si myslíš, že jsi?“). Rozruší je, pokud druzí nesouhlasí s jejich názory nebo nesplní jejich očekávání. Jak již bylo zmíněno v předchozím bodu, jsou citliví na kritiku, ale rychle posuzují ostatní. Ujišťují své křehké ego snižováním druhých.[10]
- Manipulace druhých jako svých nástrojů.  Snaží se kontrolovat partnera, děti, rodinu, přítele, nebo kolegu aby se stali na manipulátorovi závislí a ten je pak mohl využít pro své osobní potřeby, plnění nerealizovaných snů, nebo zakrývání svých slabin a nedostatků. Používají obviňování, vyvolávání pocitu viny, snižování sebevědomí a sebedůvěry oběti a zveličování svojí autority jako manipulační metody. Patologické typy mají neschopnost nebo neochotu mít skutečný rovnocenný a spravedlivý vztah k druhým na lidské úrovni, aniž by se snažili nějak vyčnívat nebo převyšovat.[10]

Osoby, které manipulují druhé skrze gaslighting jsou často jedinci s poruchou osobnosti jako egocentristé, narcisové, a psychopati – nebo osoby, které nesplňují všechna kritéria pro patologickou poruchu osobnosti, ale k chování podobnému těmto poruchám mají tendence či sklony – kteří chtějí aby jejich názory, postoje, požadavky a výsledky jejich činů byly okolím uznány jako pravdivé, správné či dobré za každou cenu nezávisle na tom, jaká je skutečnost, aby si udrželi idealizovaný sebeobraz vůči ostatním (tzv. narcistické potvrzení). Když jejich činy a postoje mají negativní výsledky, ohlasy či dopady na druhé, tak příčinu a následek událostí „překroutí“ a shazují vinu na druhé nebo na okolnosti; nebo znehodnotí zdroje kritiky.
Když oběť uvěří ve svou méněcennost (jako následek ponižování gaslighterem), považuje pak svoje potřeby a svoje štěstí za méně důležité a snaží se vyhovět a přizpůsobit se gaslighterovi. Tohle ponižování gaslighterem, vede u oběti k postupnému zborcení sebevědomí a sebedůvěry; a systematické potlačování vlastních potřeb u oběti vede k depresi.
Sociopati soustavně překračují a porušují sociální normy a společenské mravy, využívají ostatní, ale obvykle jsou také přesvědčiví a „okouzlující“ lháři, kteří důsledně popírají svá provinění. Oběti sociopatů a jiných gaslighterů mohou pochybovat o svém vlastním vnímání. Mezi vzorce chování a obranné mechanismy narcistických gaslighterů patří také obviňování oběti, vyvolávání pocitu viny v oběti a prezentování sebe sama jako oběť cílené osoby.
Gaslighteři mohou být zdánlivě úspěšní, povrchně charismatičtí, přitažliví a ve svém okolí i oblíbení lidé – v případě narcistů a egocentristů – kteří si jako cíl manipulace typicky vybírají osoby s vysokou schopností empatie a citlivé, starostlivé osoby nebo lidi se zdánlivě nižším sebevědomím než jsou oni sami (zdánlivě protože egocentristé a narcisové ve skutečnosti mají nízké sebevědomí, které skrývají a kompenzují přehnaným a nestoudným sebezveličováním, megalománií a snižováním druhých, což zvenčí může působit jako vysoké sebevědomí). Gaslighteři mohou při manipulaci použít jako váhu i finanční nebo mocenské argumenty k destabilizaci oběti: tj. (ve firmě) „já jsem tady (ve skupině) šéf, takže mám pravdu a tvůj návrh je hloupost“, nebo (v rodině) „já vydělávám peníze, takže mám pravdu a ty nebudeš mluvit do toho co si kupuji za svoje peníze“ – i když to protiřečí dobrému vedení podniku a dobrým mravům a vztahům v rodině. Uznání omylu je u psychicky zdravé osoby mechanismus, který umožňuje učit se ze svých chyb a možnost osobního růstu a zlepšování se. Gaslighteři se nechtějí napravit či poučit se za účelem osobního růstu, nýbrž chtějí aby se jejich okolí podrobilo jim a jejich svévolným názorům a osobním přáním.

## Výskyt

### Partnerské vztahy
Gaslighting je často zažíván v partnerských vztazích. Psychologická manipulace může zahrnovat to, že oběť je donucena/zmanipulována zpochybňovat vlastní paměť, vnímání a zdravý rozum. Zneužívající znehodnocuje situaci a pohled oběti s použitím odmítavého a pohrdavého jazyka: „Jsi blázen. Nebuď tak citlivý/přecitlivělá. Nebuď paranoidní. Jen jsem si dělal/dělala srandu! ... Bojím se, že nejsi v pořádku ...Mám obavu, že jsi nemocný/nemocná. Ty mluvíš úplné nesmysly! Ty si vymýšlíš! Ty se pořád hádáš! Ty opravdu patříš do blázince! Neotravuj mě svými nesmysly!“
Taková manipulace má negativní dopad na stav duševního zdraví cílené osoby. Psychologové Rogers a Follingstand popisují psychické zneužívání jako „řadu averzivních chování, která jsou určena k ublížení jednotlivci skrze donucování, kontrolu, verbální zneužívání, monitorování, izolaci, ohrožení, žárlivost, ponížení, manipulaci, zacházení s člověkem jako podřadného, vytváření nepřátelského prostředí, zranění osoby v oblasti jejich sexuality anebo věrnosti, ignorování a vyhýbání se partnerovi emocionálně anebo fyzicky."

### Na pracovišti
Gaslighting na pracovišti je, když osoba způsobuje, že kolegové sami sebe a své činy zpochybňují způsobem, který má za následek újmu na jejich kariéře. Oběť může být vyloučena, být předmětem drbů, opakovaně zdiskreditována nebo zpochybněna, aby bylo zničeno jejich sebevědomí. Pachatel může přesměrovávat rozhovory na vnímané chyby nebo omyly.

### Politika
Frida Ghitis používá termín gaslighting k popisu mezinárodních vztahů Ruska. Zatímco ruští agenti působili na Krymu, ruští představitelé jejich přítomnost neustále popírali a manipulovali nedůvěru vůči politickým skupinám ve svůj prospěch.
Použití metod gaslightingu v prezidentské kampani Donalda Trumpa vůči jeho oponentům bylo popsáno několika médii jako New York Times nebo BBC. Politická poradkyně Amanda Carpenter popisuje v knize Gaslighting America z roku 2018 metody gaslightingu, které používá Donald Trump k manipulaci americké veřejnosti ve svůj osobní prospěch.

### Zpravodajství
Nejenom média, ale i tvůrci obsahu (politici, instituce apod.) využívají zpravodajství ke gaslightingu. Skrze zpravodajství jsou uváděny záznamy gaslightingu ve prospěch politických cílů. Cílem gaslightingu skrze média je přesvědčit publikum o tom, že realita je jiná, než taková, jakou si publikum představuje. Zadavateli jde o to, aby publikum vnímalo situaci, události či historickou akci tak, aby odpovídala jeho narativu. Příkladem může být na nátlak Čínské lidové republiky na Google na úpravu výsledků vyhledávání na téma Náměstí nebeského klidu pro obyvatele ČLR, aby nezobrazovaly tehdejší protivládní demonstrace.
Pokud je jiným médiem poukázáno na to, že byla skrze jiné médium šířena lež, ten, kdo efekt gaslightningu vytvořil, poukazuje na oponentovu kredibilitu či na jeho prohřešky z minulosti.  Výsledkem může být zmatení příjemce informace neboli publika, jelikož není jednoznačně snadné určit, kdo tvrdí pravdu.